# Daniel Webb (baseball)
Robert McDaniel Webb, dit Daniel Webb (né le 18 août 1989 à Paducah (Kentucky) et mort le 14 octobre 2017 à Waverly (Tennessee)), est un joueur américain professionnel de baseball.
Lanceur de relève droitier, il évolue pour les White Sox de Chicago de la Ligue majeure de baseball de 2013 à 2016.

## Carrière
Daniel Webb est repêché à deux reprises : d'abord par les Diamondbacks de l'Arizona en 2008 au 12e tour de sélection, ensuite en 18e ronde en 2009 par les Blue Jays de Toronto. Le 1er janvier 2012, les Blue Jays échangent deux joueurs des ligues mineures, Webb et le lanceur droitier Myles Jaye, aux White Sox de Chicago pour acquérir les services du releveur droitier Jason Frasor.
Webb fait ses débuts dans le baseball majeur le 4 septembre 2013 avec les White Sox. À sa saison recrue en 2014, il lance 67 manches et deux tiers en 57 matchs pour les White Sox et maintient une moyenne de points mérités de 3,99.
Il lance pour les White Sox de 2013 à 2016. Il apparaît dans 94 matchs et affiche une moyenne de points mérités de 4,50 en 110 manches lancées, avec 7 victoires, 5 défaites et 93 retraits sur des prises.
Webb meurt à l'âge de 28 ans dans un accident de véhicule tout-terrain le 14 octobre 2017 dans le comté de Humphreys, dans le Tennessee.